# Ivano-Frankivsk
Ivano-Frankivsk (en ukrainien : Івано-Франківськ) est une ville de l'Ouest de l'Ukraine et le chef-lieu de l'oblast d'Ivano-Frankivsk. Sa population s'élevait à 227 827 habitants en 2024.
Elle porte son nom actuel depuis 1962 pour honorer l'écrivain ukrainien Ivan Franko, à l'occasion du 300e anniversaire de la ville. Avant la seconde guerre mondiale, la ville alors polonaise portait le nom de Stanisławów.

## Géographie
Ivano-Frankivsk est située en Ukraine occidentale, dans la région historique de Galicie orientale, entre les Carpates orientales, situées une trentaine de kilomètres au sud-ouest et le fleuve Dniestr à une quinzaine de kilomètres au nord-est. La ville se trouve à 114 km au sud-sud-est de Lviv et à 452 km à l'ouest-sud-ouest de Kiev.

## Histoire
Au XIIIe siècle, la bourgade de Stanyslaviv (en ukrainien : Станиславів) fait partie de la principauté de Galicie-Volhynie. Au XIVe siècle, elle est intégrée à l'État Polono-Lituanien et s'appelle Stanisławów en polonais ; elle est érigée en forteresse en 1662 par Andrzej Potocki pour contrer les raids esclavagistes du khanat de Crimée. En 1772, la première partition de la Pologne fit passer Stanisławów sous la souveraineté de la monarchie des Habsbourg qui l'intègrent au royaume de Galicie et de Lodomérie, composante de l'empire d'Autriche puis de l'Autriche-Hongrie au sein des « royaumes et pays représentés à la Diète d'Empire ». Son nom devient alors Stanislau en allemand.
En octobre 1918, à la suite de sa défaite dans la Première Guerre mondiale, l'Empire austro-hongrois éclata et la république populaire d'Ukraine occidentale fut proclamée mais la Deuxième République de Pologne revendique également la Galicie-Lodomérie et l'annexe en 1919. En 1920, l'Armée rouge conquit brièvement la ville durant la guerre soviéto-polonaise, avant qu'elle ne soit reprise par l'armée polonaise et finalement réintégrée à la Pologne, qui en fit le chef-lieu de la voïvodie de Stanisławów. Pendant cette période, Stanisławów connut des atrocités, des pogroms et la famine, car les différentes armées ont vécu de réquisitions et ont ignoré les conventions de Genève. La ville avait en 1931 une population composée de Polonais (43,7 %),de Juifs (38,3 %) d'Ukrainiens ou Ruthènes (15,6 %) et d'Allemands (2,2 %). Les Ukrainiens occidentaux n'avaient pas pu obtenir leur indépendance mais la domination polonaise les préserva de la collectivisation forcée, de la terreur rouge, de la famine des années 1920 et de la grande famine des années 1930 qui ravagèrent l'Ukraine soviétique.

### Occupation soviétique
En septembre 1939, à la suite du Pacte germano-soviétique, Stanisławów fut occupée par l'Armée rouge en septembre 1939, conformément au Pacte germano-soviétique, puis annexé par l'Union soviétique et rattachée à l'Ukraine soviétique. Pendant un an, le NKVD ratissa la ville et rafla, pour les exécuter ou les déporter au Goulag, tous les citoyens qui avaient d'une manière ou d'une autre servi l'État polonais, ainsi que les commerçants, les propriétaires et les religieux des différentes croyances (christianisme catholique romain des Polonais, christianisme catholique grec des Ukrainiens, judaïsme hassidique).
À l'approche des Allemands, en 1941, les tchékistes et commissaires politiques soviétiques reçurent de Lavrenti Beria l'ordre de faire assassiner tous les citoyens raflés, au nombre de plusieurs centaines. Ces exécutions eurent lieu sur le site de Dem'ianiv Laz, où les dépouilles ont été exhumées seulement après l'ouverture du rideau de fer, à la fin des années 1980, et où un mémorial des massacres a été aménagé depuis.
Quant aux Allemands de la ville, ils furent « rapatriés » de force en Allemagne nazie selon les clauses du Pacte germano-soviétique. 

### Occupation allemande
Le 3 juillet 1941, Stanisławów fut occupée par l'armée hongroise et la Wehrmacht lors de l'opération Barbarossa. Un mois plus tard, un millier de membres de l’intelligentsia juive locale (avocats, médecins, pharmaciens, professeurs et ex-fonctionnaires) furent raflés par les occupants, regroupés dans un ghetto fermé, puis détenus par groupes à la prison du tribunal du district, et finalement amenés en colonnes dans les bois des environs où ils furent assassinés. Bien que considérant les Slaves comme des « sous-hommes », le gouverneur allemand Hans Frank toléra la formation de troupes collaborationnistes ukrainiennes et permit le défilé de l'organisation militaire ukrainienne le 12 octobre 1941, un dimanche sanglant pendant lequel 12 000 Juifs, indistinctement accusés d'avoir soutenu l'occupation soviétique, furent exterminés par les soldats allemands et les collaborateurs ukrainiens dans le « nouveau » cimetière juif.
L'été 1944, la ville redevint soviétique. Les Polonais ayant été expulsés d'URSS en 1945-1946 selon les accords polono-soviétiques, un afflux ukrainien venu des campagnes environnantes vint combler les vides laissés par les Allemands, les Juifs et les Polonais. Stanislaviv, désignée à l'étranger sous les noms de Stanislav (en ukrainien : Станіслав) ou Stanislavov (en russe : Станиславoв) change de nom le 9 novembre 1962, quand le Présidium du Soviet suprême de la république socialiste soviétique d'Ukraine la renomma Ivano-Frankivsk en l'honneur de l'écrivain ukrainien Ivan Franko. Au début des années 1990, Ivano-Frankivsk fut un centre du mouvement d'indépendance ukrainien. Depuis 1991, elle fait partie de l'Ukraine indépendante.

## Population

### Évolution démographique
Recensements (*) ou estimations de la population :
| 1732  | 1792  | 1801  | 1849   | 1880*  | 1891   | 1900*  |
| ----- | ----- | ----- | ------ | ------ | ------ | ------ |
| 3 300 | 5 448 | 6 192 | 10 864 | 18 626 | 22 400 | 30 400 |

| 1910*  | 1921*  | 1931*  | 1939*  | 1959*  | 1970*   | 1979*   |
| ------ | ------ | ------ | ------ | ------ | ------- | ------- |
| 64 000 | 51 391 | 60 256 | 65 000 | 66 456 | 104 971 | 149 747 |

| 1989*   | 2001*   | 2013    | 2014    | 2015    | 2016    | 2017    |
| ------- | ------- | ------- | ------- | ------- | ------- | ------- |
| 214 021 | 218 359 | 226 018 | 227 030 | 228 575 | 230 929 | 233 360 |

| 2021    | - | - | - | - | - | - |
| ------- | - | - | - | - | - | - |
| 237 855 | - | - | - | - | - | - |

### Structure par âge
0-14 ans : 15,7 %  (hommes 20 134/femmes 18 968)
15-64 ans : 73,2 %  (hommes 86 212/femmes 95 805)
65 ans et plus : 11,1 %  (hommes 10 344/femmes 17 265) (2016, officiel)

## Personnalités

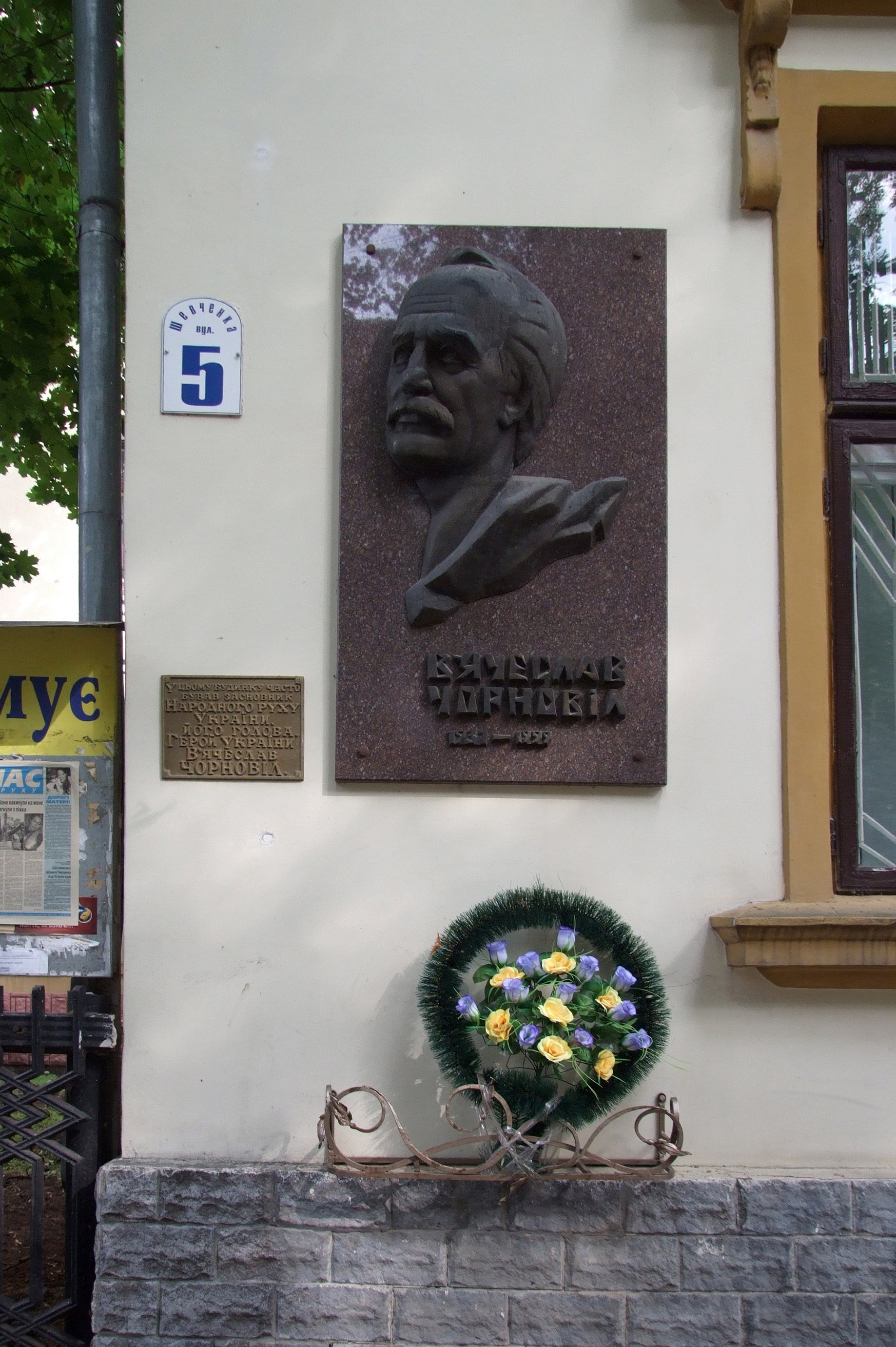
Plaque mémorielle à Viatcheslav Tchornovil.

- Edward Bibring (1894-1959), psychiatre et psychanalyste austro-américain
- Stanisław Sosabowski (1892-1967), général parachutiste polonais
- Karolina Kaczorowska (1930-2021), femme politique polonaise.
- Anastasia Petrychak 12 avril 1994 , violoncelliste.

## Culture

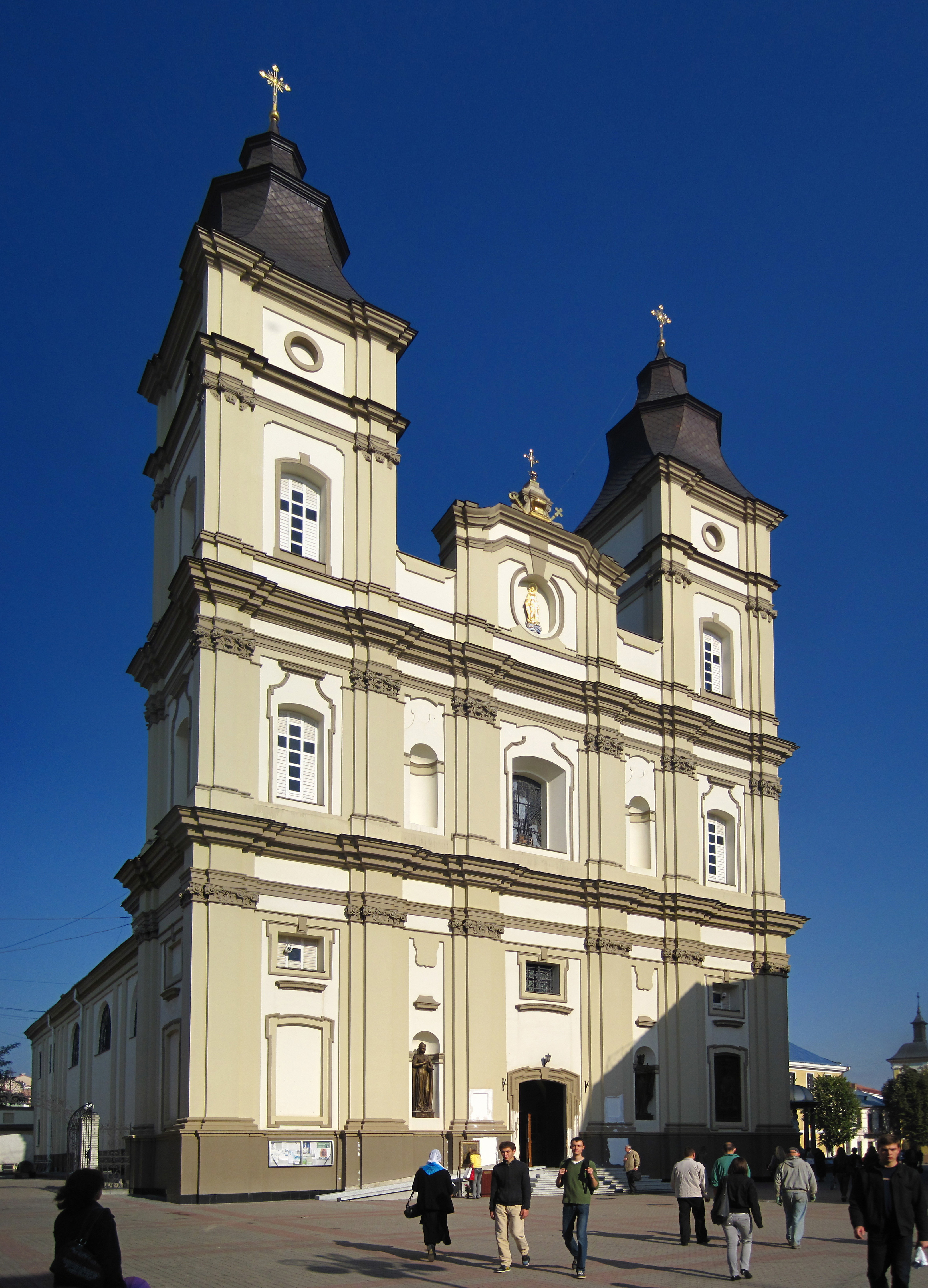
La cathédrale de la Résurrection de Lviv classé[9].
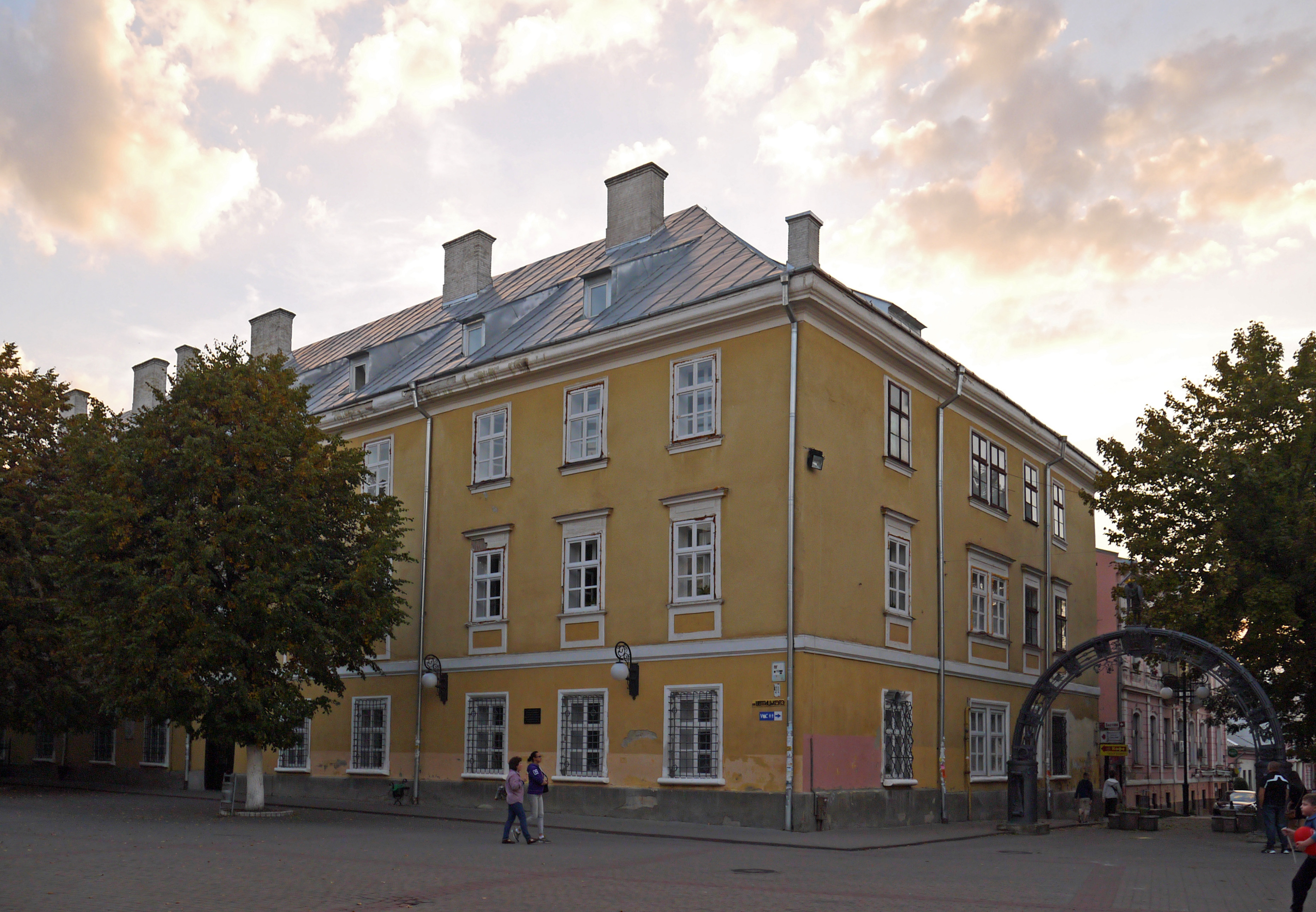
Collège des jésuites d'Ivano-Frankivsk classé[10].
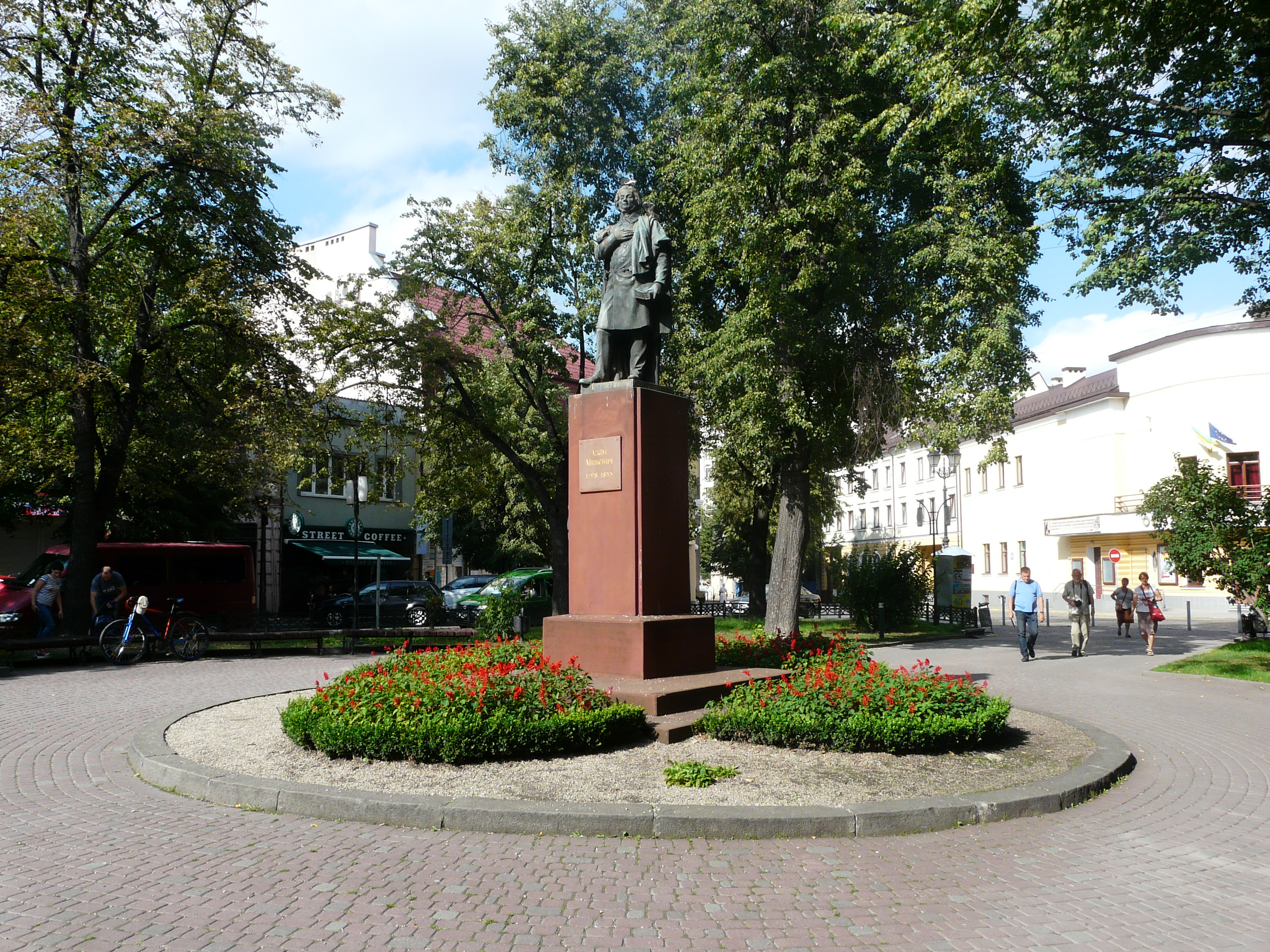
Statue d'Adam Mickiewicz classée[11].
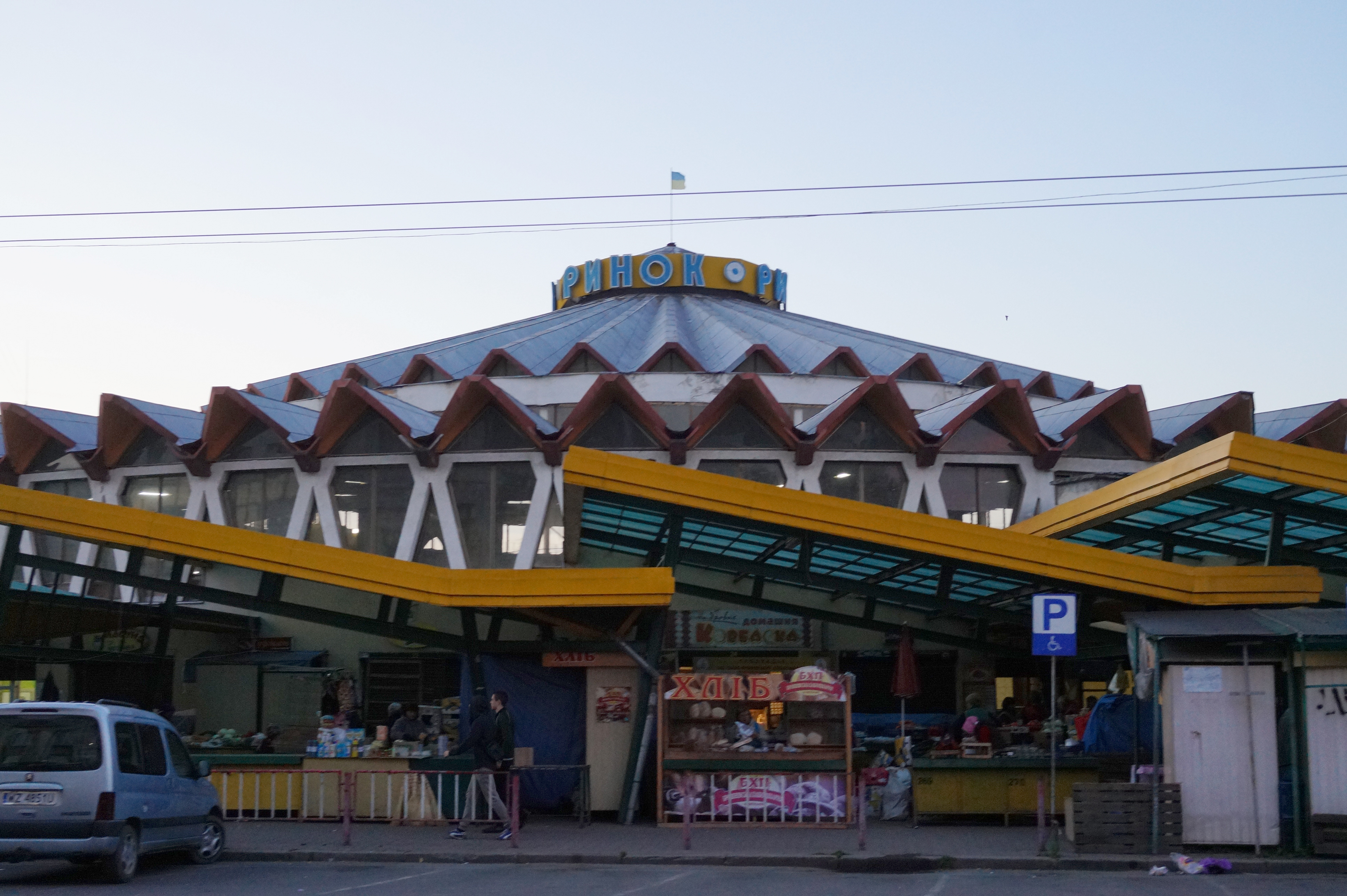
Le marché central classé[12].
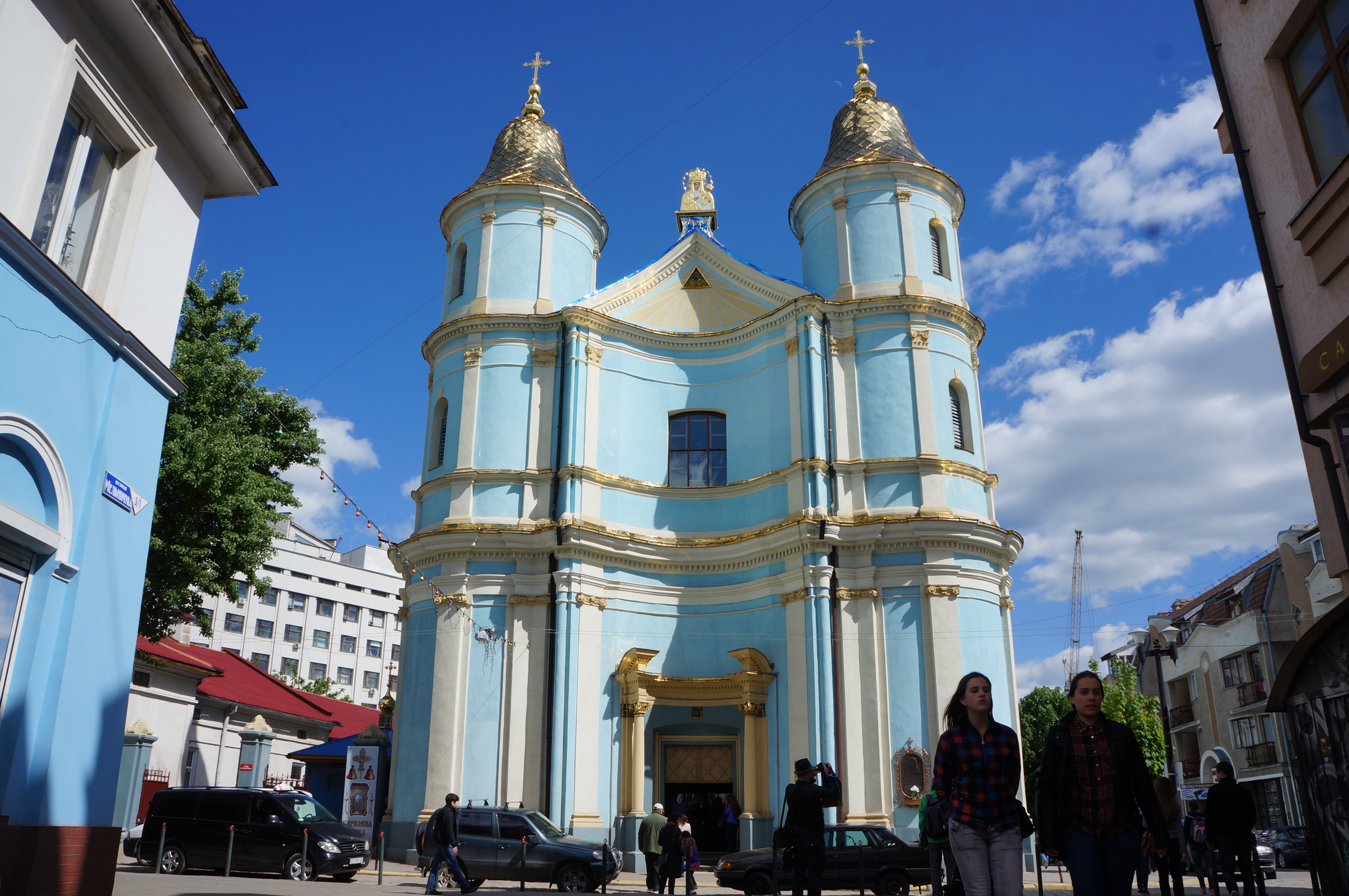
L'ancienne église arménienne classée[13].
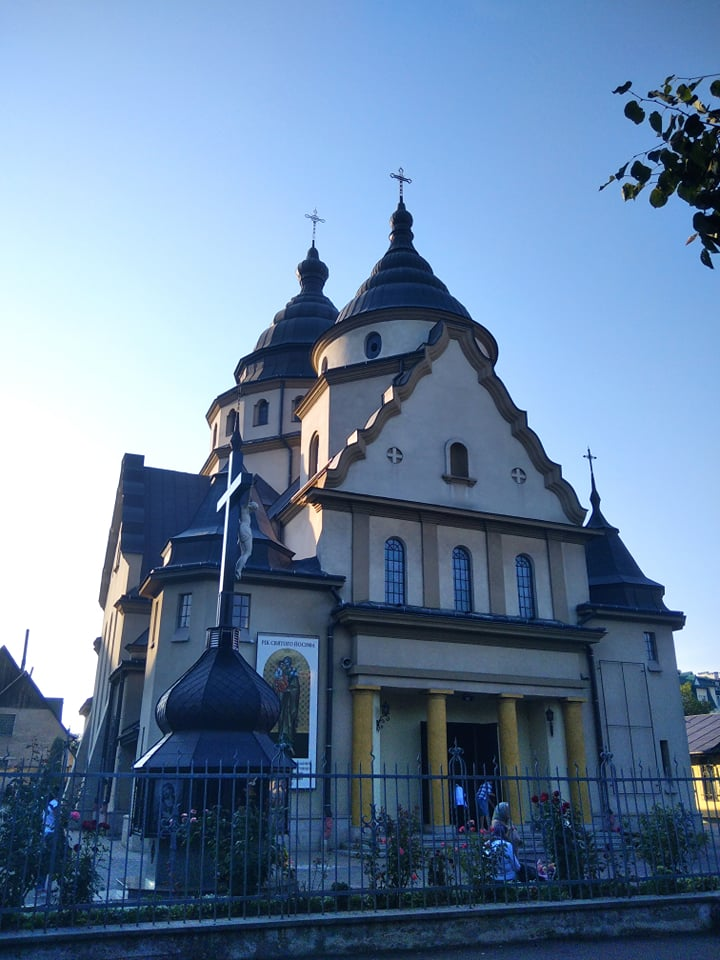
L'église du Christ roi classée[14].
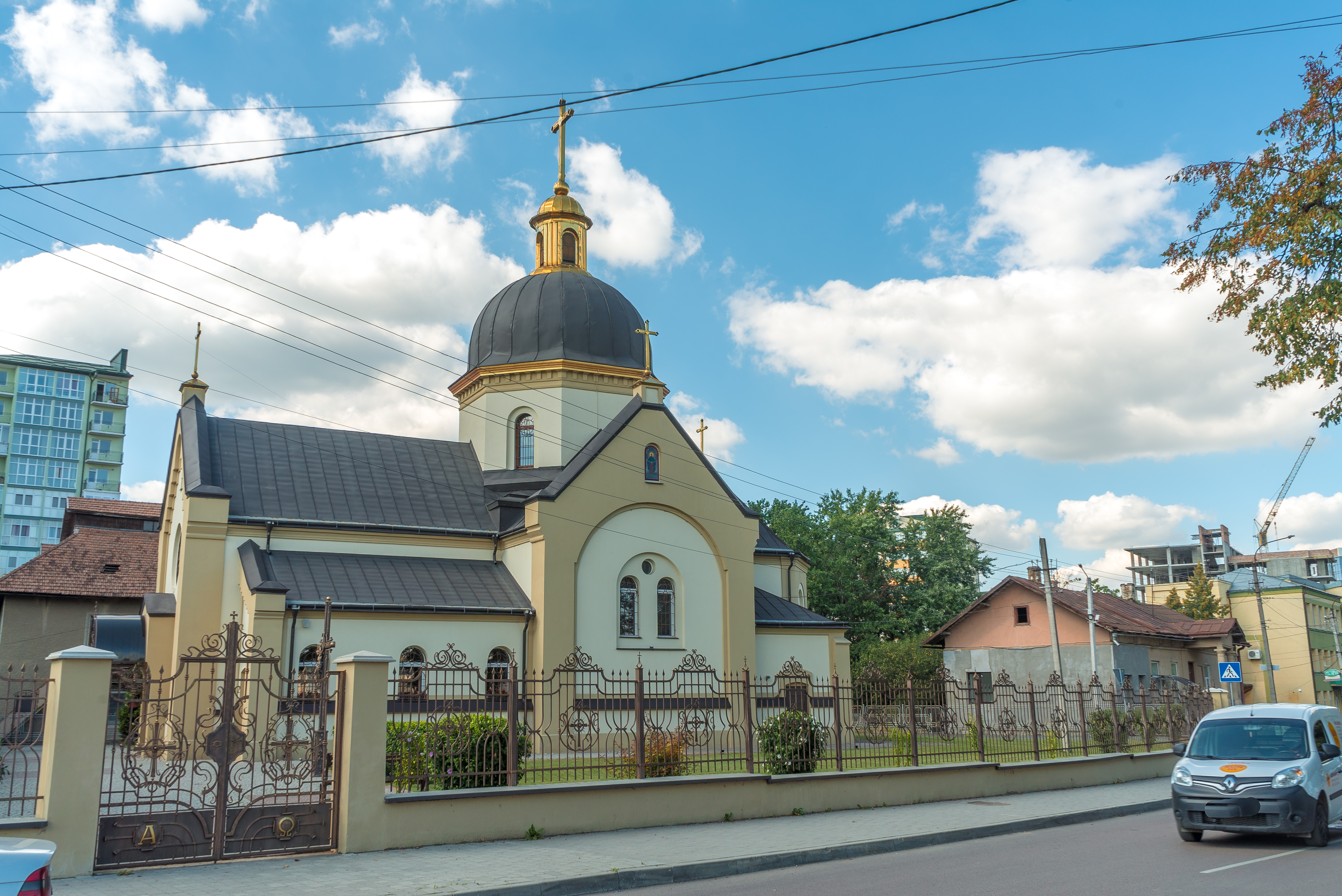
L'église de l'Intercession classée[15],
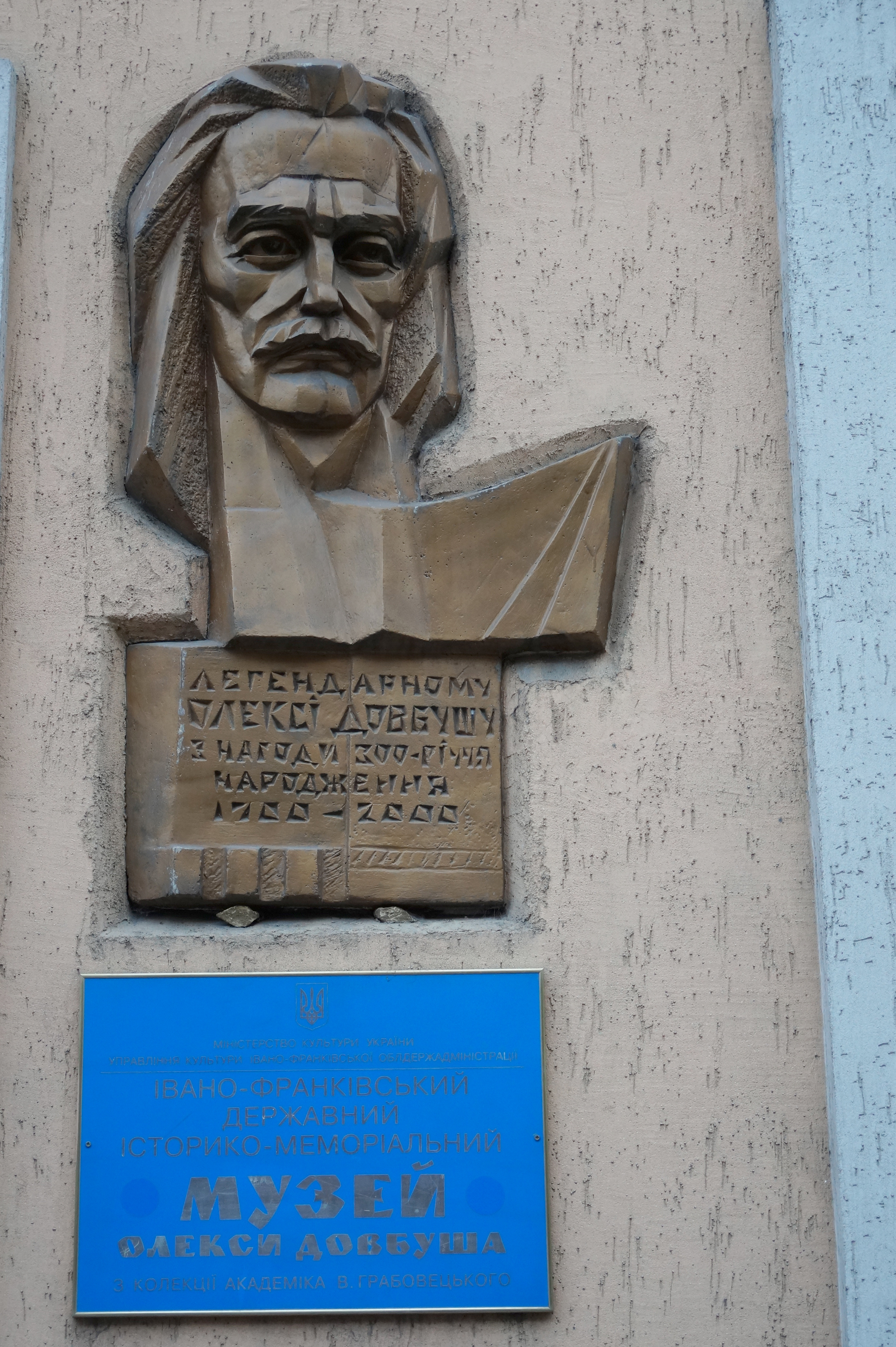
Plaque en la mémoire de Oleksa Dovbouch classée[16].
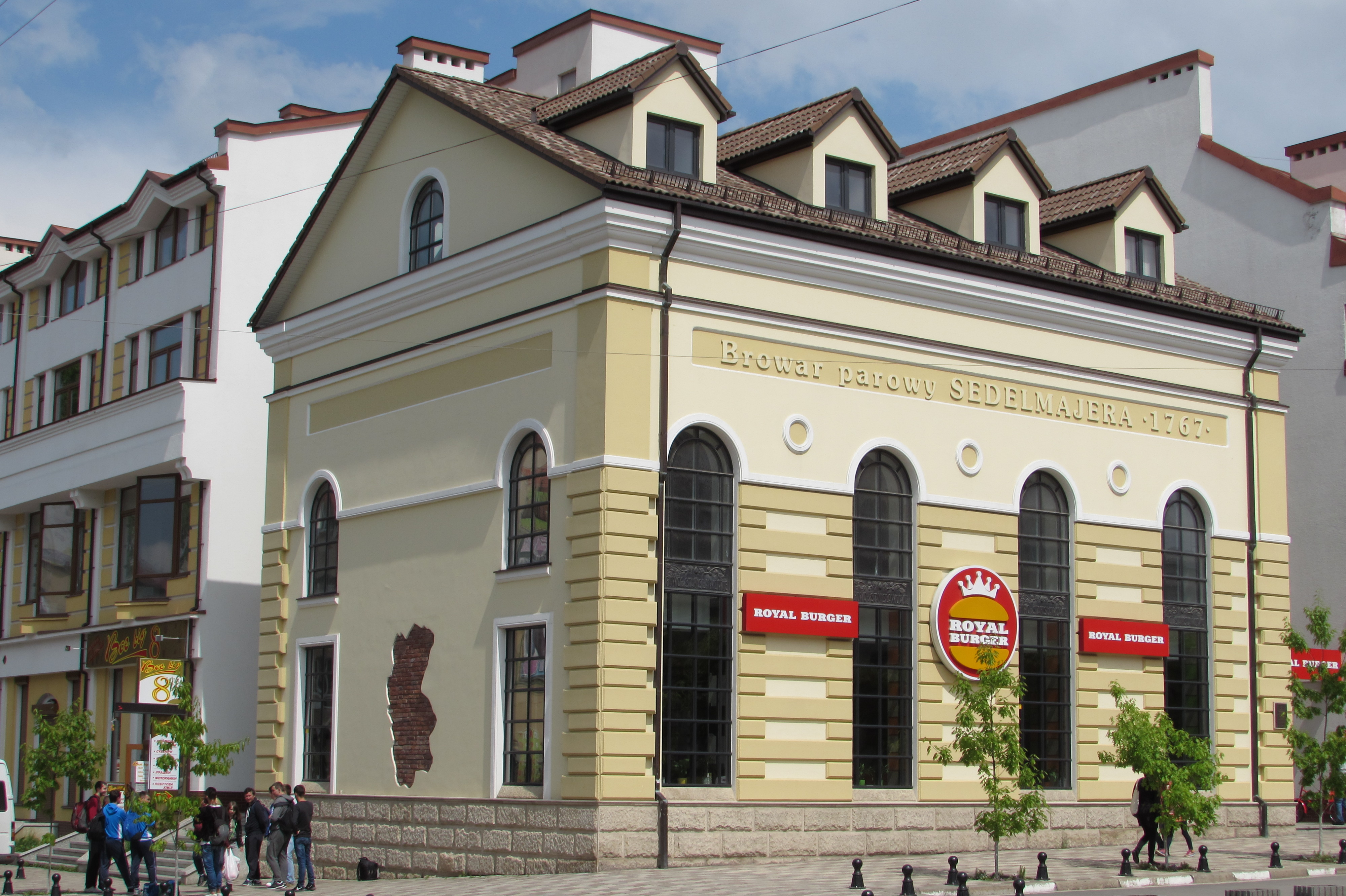
Brasserie d'Ivano-Frankivsk classée
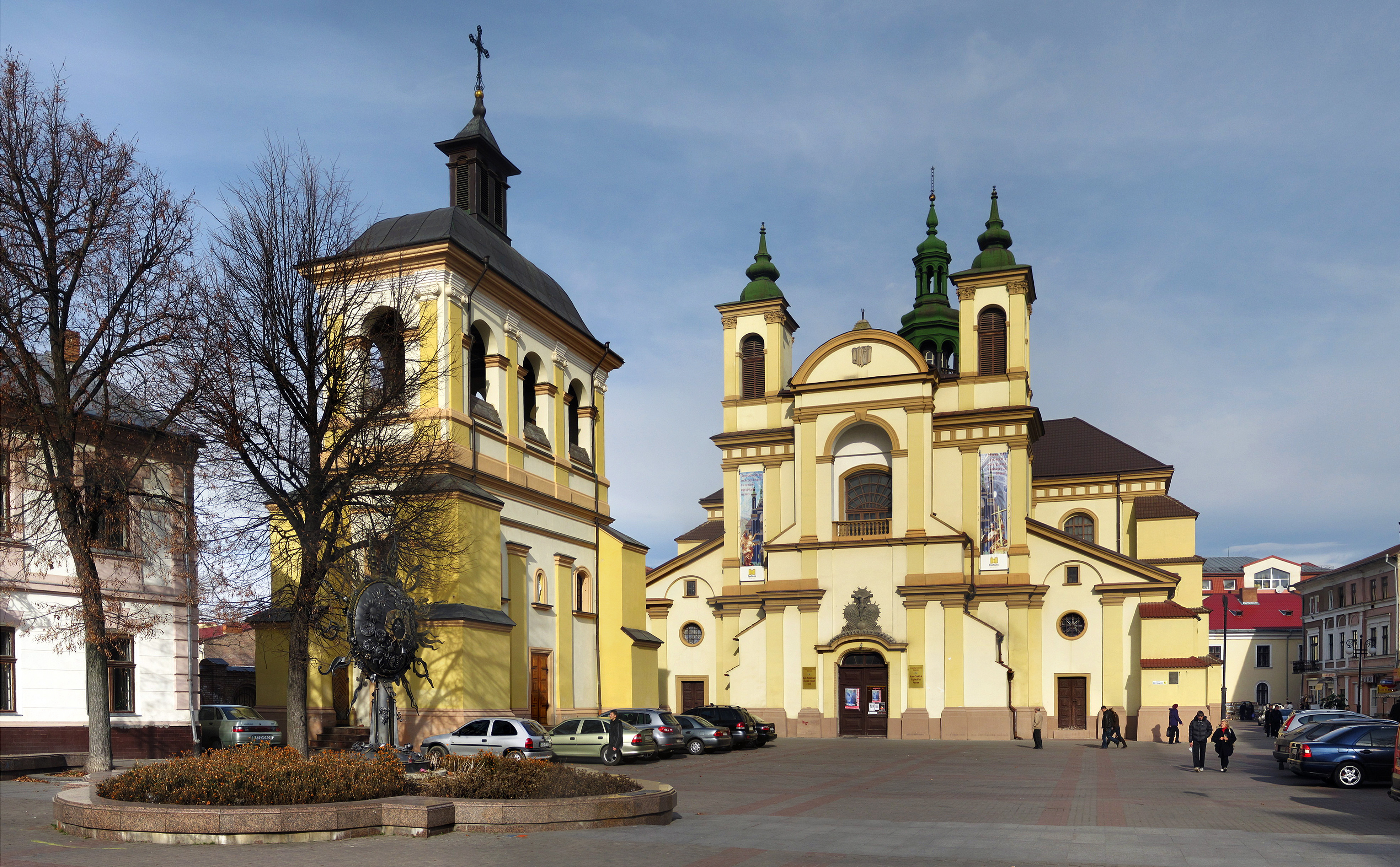
Église de la Vierge Marie d'Ivano-Frankivsk, actuellement le Musée d'art de Ciscarpathie.

## Transports
Ivano-Frankivsk se trouve à 716 km de Kiev par le chemin de fer et à 614 km par la route. 
La ville est desservie par l'Aéroport international d'Ivano-Frankivsk.

## Climat
| Mois                                        | jan.       | fév.       | mars       | avril      | mai       | juin      | jui.      | août      | sep.      | oct.       | nov.       | déc.       | année      |
| ------------------------------------------- | ---------- | ---------- | ---------- | ---------- | --------- | --------- | --------- | --------- | --------- | ---------- | ---------- | ---------- | ---------- |
| Température minimale moyenne (°C)           | −6,7       | −5,3       | −1,8       | 3,2        | 8,1       | 12        | 13,8      | 13        | 8,4       | 3,7        | −0,4       | −5         | 3,6        |
| Température moyenne (°C)                    | −3         | −1,5       | 2,8        | 9,1        | 14,1      | 17,7      | 19,5      | 18,9      | 13,8      | 8,3        | 3          | −1,7       | 8,4        |
| Température maximale moyenne (°C)           | 0,8        | 3          | 8,1        | 15,3       | 20,5      | 23,7      | 25,8      | 25,5      | 20        | 14,1       | 7,1        | 1,8        | 13,8       |
| Record de froid (°C) date du record         | −33,9 1963 | −32,5 2012 | −26,1 2018 | −11,1 1963 | −3,9 2007 | 0 1955    | 3,9 1958  | 3,4 1984  | −4 1977   | −14,2 2003 | −18,7 1988 | −35,7 1996 | −35,7 1996 |
| Record de chaleur (°C) date du record       | 16,1 2002  | 20,9 2008  | 26 1974    | 30,4 2012  | 32,2 2003 | 33,9 1963 | 37,1 2007 | 37,2 1952 | 36,3 2015 | 28,4 2001  | 22,1 2010  | 19,1 1989  | 37,2 1952  |
| Précipitations (mm)                         | 28         | 33         | 41         | 44         | 80        | 93        | 93        | 65        | 70        | 49         | 32         | 34         | 662        |
| Record de pluie en 24 h (mm) date du record | 39 1963    | 29 1984    | 33 1962    | 41 1977    | 58 1989   | 81 2001   | 93 1948   | 67 1965   | 87 1993   | 44 2008    | 28 1957    | 25 1965    | 93 1948    |
| Nombre de jours avec précipitations         | 7          | 7,7        | 7,5        | 8,5        | 10,3      | 11,2      | 10,1      | 9,3       | 8,2       | 7          | 7,4        | 8,4        | 102,6      |
| Humidité relative (%)                       | 81,8       | 80         | 75,9       | 70,2       | 71,3      | 73,9      | 73,8      | 75,6      | 78,7      | 80,5       | 84,1       | 85,6       | 77,6       |

| Diagramme climatique                                  |         |           |           |           |          |            |          |         |           |           |         |
| J                                                     | F       | M         | A         | M         | J        | J          | A        | S       | O         | N         | D       |
| 0,8−6,728                                             | 3−5,333 | 8,1−1,841 | 15,33,244 | 20,58,180 | 23,71293 | 25,813,893 | 25,51365 | 208,470 | 14,13,749 | 7,1−0,432 | 1,8−534 |
| Moyennes : • Temp. maxi et mini °C • Précipitation mm |         |           |           |           |          |            |          |         |           |           |         |